# Namiq Ələsgərov
Namiq Əvəz oğlu Ələsgərov (ur. 3 lutego 1995 w Çiləgir) – azerski piłkarz grający na pozycji ofensywnego pomocnika. Od 2021 jest zawodnikiem klubu Bursaspor.

## Kariera klubowa
Swoją karierę piłkarską Ələsgərov rozpoczął w klubie Bakı FK. W 2012 roku stał się członkiem pierwszego zespołu. 11 maja 2012 zadebiutował w jego barwach w Premyer Liqası w przegranym 0:1 wyjazdowym meczu z Keşlə Baku. W debiutanckim sezonie zdobył ze swoim klubem Puchar Azerbejdżanu. W Bakı FK grał do końca sezonu 2013/2014.
Latem 2014 Ələsgərov został piłkarzem klubu Qarabağ FK. Swój debiut w nim zaliczył 10 sierpnia 2014 w przegranym 0:3 wyjazdowym spotkaniu z Sumqayıt FK. W sezonach 2014/2015 i 2016/2017 sięgnął z Qarabağiem po dublet – mistrzostwo oraz Puchar Azerbejdżanu.
W sezonie 2015/2016 Ələsgərov był wypożyczony z Qarabağu do Kəpəz Gəncə, w którym swój debiut zanotował 30 stycznia 2016 w zwycięskim 3:0 domowym meczu z Qəbələ FK. W Kəpəz grał przez pół roku, po czym na sezon 2016/2017 wrócił do Qarabağu.
Na początku 2017 roku Ələsgərov odszedł z Qarabağu do Neftçi PFK. Zadebiutował w nim 14 marca 2017 w wygranym 1:0 domowym spotkaniu z Qəbələ FK. W sezonach 2018/2019 i 2019/2020 wywalczył z Neftçi dwa wicemistrzostwa Azerbejdżanu, a w sezonie 2020/2021 został z nim mistrzem kraju.
Latem 2021 Ələsgərov przeszedł za kwotę 50 tysięcy euro do tureckiego Bursasporu. Swój debiut w nim zaliczył 28 sierpnia 2021 w przegranym 0:2 domowym meczu z Eyüpsporem.
| Sezon   | Klub        | Kraj        | Rozgrywki      | Mecze | Gole |
| ------- | ----------- | ----------- | -------------- | ----- | ---- |
| 2011/12 | Bakı FK     | Azerbejdżan | Premyer Liqası | 1     | 0    |
| 2012/13 | Bakı FK     | Azerbejdżan | Premyer Liqası | 3     | 0    |
| 2013/14 | Bakı FK     | Azerbejdżan | Premyer Liqası | 15    | 2    |
| 2014/15 | Qarabağ FK  | Azerbejdżan | Premyer Liqası | 18    | 1    |
| 2015/16 | Kəpəz Gəncə | Azerbejdżan | Premyer Liqası | 15    | 3    |
| 2016/17 | Qarabağ FK  | Azerbejdżan | Premyer Liqası | 8     | 0    |
| 2017/18 | Neftçi PFK  | Azerbejdżan | Premyer Liqası | 27    | 5    |
| 2018/19 | Neftçi PFK  | Azerbejdżan | Premyer Liqası | 23    | 3    |
| 2019/20 | Neftçi PFK  | Azerbejdżan | Premyer Liqası | 18    | 0    |
| 2020/21 | Neftçi PFK  | Azerbejdżan | Premyer Liqası | 26    | 19   |

## Kariera reprezentacyjna
W swojej karierze Ələsgərov grał w młodzieżowych reprezentacjach Azerbejdżanu na szczeblach U-17, U-19 i U-21. W reprezentacji Azerbejdżanu zadebiutował 25 marca 2019 w zremisowanym 0:0 towarzyskim meczu z Litwą, rozegranym w Baku, gdy w 65. minucie tego meczu zmienił Rüfəta Dadaşova.